# Лефетамин
Лефетамин (Santenol) — лекарство, являющееся психостимулятором, а также имеющее анальгетический эффект, сопоставимый по силе с кодеином, и противокашлевый эффект, который был намного слабее, чем у кодеина. Опиоидный эффект вызывал только L-изомер. d-изомер не только не оказывал подобного действия, но вызывал судороги у крыс.
Лефетамин был открыт в 1930-х и показал слабую анальгетическую активность.
Лефетамином злоупотребляли в Японии в 1950-х. Были эпизоды злоупотребления в Европе, в 1989 году небольшое исследование 15 наркоманов и нескольких волонтёров показало частичное сходство с опиоидами, способность к появлению синдрому отмены и потенциал злоупотребления в некоторой степени. Был сделан вывод, что лефетамин может быть частичным агонистом опиоидных рецепторов.
В небольшом исследовании, произошедшем в 1994, лефетамин сравнивался с клонидином и бупренорфином в эффективности детоксикации метадона. Было установлено, что лефетамин уступаим обоим препаратам в этих целях.

## Исследования
Некоторые схожие пирилфенилэтаноны имели анальгетическую активность, сравнимую с морфином . Некоторые пирроловые аналоги, как гласят отчёты, имеют анальгетические эффекты, сравнимые с лефетамином и лишены нейротоксичных свойств.